# ظهرة تلمنس
ظهرة تلمنس قرية سورية تتبع ناحية مركز معرة النعمان في منطقة معرة النعمان في محافظة إدلب. بلغ عدد سكانها 899 نسمة في عام 2004 حسب إحصاء المكتب المركزي للإحصاء.
ظهرة تلمنس تعتبر ضاحية من ضواحي تلمنس وهي تجمع سكاني مستحدث وغير مخدمة تتداخل مع الحارة الشرقية بمعرشمشة.